# Toro y Moi
Че́звик Ба́ндик (англ. Chazwick Bundick, род. 7 ноября 1986) — американский музыкант, выступающий под сценическим именем Toro y Moi (То́ро и Муа́). С тех пор как он начал записываться, его творчество принимало различные формы, однако зачастую музыка Toro y Moi упоминается как часть движения чиллвейв. Начиная с 2011 года её звучание приблизилось к прогрессивному року, в особенности на концертах.

## Биография
Как заметил сам Бандик, его псевдоним, состоящий из слов на двух языках, напоминает о происхождении музыканта. Сын филиппинки и афроамериканца, он родился в Колумбии (штат Южная Каролина). Примерно в восемь лет начал брать уроки игры на фортепиано, а позднее отдал предпочтение гитаре и стал записывать собственные песни в возрасте 15 лет. Во время обучения в школе Ridge View High School Бандик вместе с тремя одноклассниками играли в инди-рок-группе The Heist and the Accomplice. Из музыкальных воспоминаний подросткового периода он упоминает группы At the Drive-In и Blink-182, а также саундтрек к фильму «Не могу дождаться», однако непосредственно на творчество Toro y Moi сильное влияние оказала музыка Ариэля Пинка.
Весной 2009 года Бандик окончил Университет Южной Каролины со степенью бакалавра в области графического дизайна. Он также тесно сотрудничал с другим представителем жанра чиллвейв Эрнестом Грином, выступающим под псевдонимом Washed Out.
Подписав контракт с лейблом Carpark Records, он выпустил дебютный студийный альбом Causers of This в январе 2010 года. Вторая пластинка Toro y Moi под названием Underneath the Pine вышла 22 февраля 2011 года. 13 сентября того же года свет увидел мини-альбом Freaking Out, включавший кавер-версию песни «Saturday Love», которую первоначально исполнял дуэт Шеррелл и Александра О’Нила.
В январе 2013 года состоялся релиз третьего альбома Toro y Moi; он  носит название Anything in Return.
В январе 2015 года Toro y Moi объявили о выпуске нового альбома What For? который вышел 7 апреля, поделившись новым треком «Empty Nesters». Альбом ознаменовал собой еще один отход от предыдущих своих работ с гитарным рок-звучанием, черпая вдохновение у таких артистов, как Big Star, Talking Heads, Todd Rundgren, Tim Maia, и Cortex.
В июне 2017 года был анонсирован новый альбом Boo Boo, который выйдет 7 июля.

## Дискография

### Студийные альбомы
- Causers of This (2010)
- Underneath the Pine (2011)
- Anything in Return (22 января 2013)
- What For? (7 апреля 2015)
- Boo Boo (7 июля 2017)
- Outer Peace (2019)
- MAHAL (2022)
- Hole Erth (2024)

### Сборники
- June 2009 (2012)

### Синглы и мини-альбомы
- «Blessa» (2009)
- «Body Angles» (2009)
- «Left Alone at Night» (2009)
- «Leave Everywhere» (2010)
- Toro y Moi / Cloud Nothings (2010)
- «Freaking Out» (2011)
- «So Many Details» (2012)
- «Say That» (2013)
- «Campo / Outside with you» (2013)
- «Omaha» (2017)

### Демо
- Woodlands (2007)
- June 2009 Comp (2009)
- My Touch (2009)